# Thomas Zangerl
Thomas Zangerl, né le 10 juin 1983, est un skieur acrobatique autrichien s'illustrant en cross. Il a notamment remporté la médaille d'argent aux Championnats du monde de 2009 à Inawashiro derrière son compatriote Andreas Matt, et est monté sur son premier podium en Coupe du monde à Myrdalen lors de la saison 2009. En 2014, il gagne sa première course à Åre.

## Palmarès

### Jeux olympiques
| Épreuve / Édition | Vancouver 2010 | Sotchi 2014 |
| Cross             | 18e            | 27e         |

### Championnats du monde
| Épreuve / Édition | Inawashiro 2009 | Park City 2011 | Voss 2013 |
| Cross             | Argent          | 22e            | 21e       |

### Coupe du monde
- Meilleur classement général : 18e en 2009.
- Meilleur classement du cross : 7e en 2009.
- 5 podiums en carrière dont 2 victoires.

#### Victoires
- Saison 2013-2014 : 
  - Åre
- Saison 2014-2015 : 
  - Nakiska